# Jakub Horčický z Tepence
Jakub Horčický z Tepence, latinsky Jacobus Sinapius (1575–1622) byl český farmakolog, lékař a alchymista, osobní lékař císaře Rudolfa II. Je považován za jednoho z vlastníků Voynichova rukopisu.
Narodil se v Českém Krumlově v chudé rodině, tamtéž vystudoval jezuitský seminář. V roce 1598 začal studovat v Klementinu filozofii a chemii. Jezuité oceňovali jeho organizátorské schopnosti a v roce 1600 ho jmenovali administrátorem nové jezuitské koleje v Jindřichově Hradci. Rovněž si na Smíchově zřídil laboratoř a využíval zdejší jezuitské zahrady k přípravě různých lektvarů. Bohatství mu vynesl destilát zvaný Aqua Sinapis. Císař Rudolf II. ho v roce 1607 jmenoval svým osobním lékařem. V roce 1608 byl povýšen do šlechtického stavu s přídomkem „de Tepenec“. Byl horlivým katolíkem, na podporu katolické víry napsal také knihu. Později se stal správcem zámku v Mělníku, ale udělal si mnoho nepřátel mezi protestanty. Při stavovském povstání byl protestanty vězněn, v roce 1620 se ale dostal na svobodu výměnou za doktora Jana Jessenia. Zemřel v Klementinu 25. září (podle jiného zdroje v srpnu) 1622 po pádu z koně.
Na první straně Voynichova rukopisu byl rozeznán dnes již smazaný podpis „Jacobj à Tepenecz“ (dnes viditelný jen pod UV světlem), spojující dílo s Horčickým.